# جيب فليش
جيب فليش (بالإنجليزية: Jeb Flesch)‏ هو لاعب كرة قدم أمريكية أمريكي، ولد في 21 فبراير 1969.

## روابط خارجية
- جيب فليش على موقع كلية كرة القدم في سبورتس رفرنس.كوم (الإنجليزية)